# Drukarnia Szwajpolta Fiola
Drukarnia Szwajpolta Fiola – drukarnia założona w 1491 roku w Krakowie. Pierwsza na świecie drukarnia, która wydawała druki cyrylicą. 
Drukarnia powstała jako specjalistyczna oficyna, zajmująca się tłoczeniem cyrylicą ksiąg liturgicznych w języku cerkiewnosłowiańskim dla potrzeb kościoła prawosławnego, z inicjatywy magnaterii prawosławnej przebywającej na dworze królewskim, głównie rodów Gasztołtów, Sołtanów i Sapiehów. 

## Publikacje
Z drukarni Fiola wyszły cztery duże księgi liturgiczne w języku cerkiewnosłowiańskim, tłoczone po raz pierwszy użytą cyrylicą. Czcionki wykonał Ludolf Borchtorp:
- Triodion postny (Triod' postnaja, Тріωдь постная); modlitwy i rytuał wielkopostny; przed 1490;
- Triodion kwiatowy (Triod' cwietnaja, Тріωдь цвѣтная [w dzisiejszej pisowni Триодь цветная]); modlitwy i rytuał okresu wielkanocnego, przed 1490[3];

- Godzinki (Czasosłowiec, Часословецъ); zawiera drzeworyt przedstawiający Ukrzyżowanie, pierwszy drzeworyt figuralny na ziemiach polskich 1491;
- Oktoechos ((Oktoich Os'mogłasnik, Октωихъ Осьмогласникъ); zbiór hymnów św. Jana z Damaszku w układzie ośmiogłosowym; 1491;

## Historia
W roku 1490 Szwajpolt (Schweipolt) Fiol posiadał już duży zapas papieru, drukarnię założył w 1491 roku  dzięki pomocy finansowej Jana Turzona. W 1491 roku zamówił nowe czcionki (230 znaków „ruskich liter”).  Fiol, z pochodzenia Frankończyk, a z zawodu hafciarz i złotnik, wydał cztery księgi na 521,5 arkuszach (drukarnie łacińskie działające w całym XV wieku w Polsce i we Wrocławiu wydały łącznie 27 pozycji na 635,5 arkuszach). Dwie pierwsze księgi (Triodiony), wykonane były prymitywniej niż pozostałe, nie posiadają daty ani miejsca wydania, są to prawdopodobnie wcześniejsze druki Fiola, które ukazały się przed 1490 rokiem. Godzinki i Oktoechos z roku 1491 posiadają identyczny, ozdobny kolofon z herbem Krakowa, nazwiskiem drukarza, miejscem i datą druku.
Księgi z drukarni Fiola zakupiły klasztory między innymi w Drohobyczu i Gródku Jagiellońskim oraz cerkwie na Wołyniu, Litwie i Rusi. Księga Oktoechos była najczęściej używaną księgą liturgiczną w Cerkwi prawosławnej w owym czasie.

### Likwidacja
Oskarżony o herezję oraz sympatie husyckie Fiol w listopadzie 1491 roku stanął przed sądem biskupim. Mimo że komisja inkwizytorska po kilku miesiącach przesłuchań uznała go za niewinnego, kapituła gnieźnieńska zabroniła mu wydawania i rozpowszechniania ksiąg drukowanych cyrylicą, zgodnie z bullą papieża Innocentego VIII z roku 1487, nakładającą na biskupów obowiązek prewencyjnej cenzury kościelnej.
Druki Fiola były bardzo rozpowszechnione na terenie Wielkiego Księstwa Litewskiego oraz Wielkiego Księstwa Moskiewskiego, obecnie w większej liczbie znajdują się w bibliotekach Rosji.